# Zeuxippe (Mutter des Priamos)
Zeuxippe (altgriechisch Ζευξίππη Zeuxíppē) ist eine Gestalt der griechischen Mythologie.
Laut dem altgriechischen Chorlyriker Alkman war Zeuxippe die Mutter des Königs Priamos von Troja.